# Kremlin Cup 2006 - Qualificazioni singolare femminile
Le qualificazioni del singolare femminile del Kremlin Cup 2006 sono state un torneo di tennis preliminare per accedere alla fase finale della manifestazione. I vincitori dell'ultimo turno sono entrati di diritto nel tabellone principale. In caso di ritiro di uno o più giocatori aventi diritto a questi sono subentrati i lucky loser, ossia i giocatori che hanno perso nell'ultimo turno ma che avevano una classifica più alta rispetto agli altri partecipanti che avevano comunque perso nel turno finale.
Le qualificazioni del torneo Kremlin Cup prevedevano 32 partecipanti di cui 4 sono entrati nel tabellone principale.

## Teste di serie
1. Al'ona Bondarenko (secondo turno)
2. Assente
3. Juliana Fedak (secondo turno)
4. Iveta Benešová (Qualificata)

1. Martina Suchá (secondo turno)
2. Ekaterina Byčkova (Qualificata)
3. Vasilisa Bardina (ultimo turno)
4. Galina Voskoboeva (ultimo turno)

## Qualificati
1. Anastasija Rodionova
2. Ekaterina Byčkova

1. Emmanuelle Gagliardi
2. Iveta Benešová

## Tabellone

### Legenda
| - Q = Qualificato - WC = Wild card - LL = Lucky loser | - ALT = Alternate - SE = Special Exempt - PR = Protected Ranking | - w/o = Walkover - r = Ritirato - d = Squalificato |

### Sezione 1
|  | Primo turno          | Primo turno          | Primo turno          | Primo turno | Primo turno |  |  | Secondo turno | Secondo turno        | Secondo turno    | Secondo turno    | Secondo turno    |   |   | Ultimo turno | Ultimo turno         | Ultimo turno         | Ultimo turno | Ultimo turno |  |
|  |                      |                      |                      |             |             |  |  |               |                      |                  |                  |                  |   |   |              |                      |                      |              |              |  |
|  | 1                    | Al'ona Bondarenko    | Al'ona Bondarenko    | 7           | 6           |  |  |               |                      |                  |                  |                  |   |   |              |                      |                      |              |              |  |
|  |                      | Ol'ga Savčuk         | Ol'ga Savčuk         | 68          | 4           |  |  | 1             | Al'ona Bondarenko    | 6                | 4                | 1                |   |   |              |                      |                      |              |              |  |
|  | Anastasija Rodionova | Anastasija Rodionova | Anastasija Rodionova | 7           | 6           |  |  |               | Anastasija Rodionova | 3                | 6                | 6                |   |   |              |                      |                      |              |              |  |
|  | Marija Korytceva     | Marija Korytceva     | Marija Korytceva     | 5           | 1           |  |  |               |                      |                  |                  |                  |   |   |              | Anastasija Rodionova | Anastasija Rodionova | 7            | 6            |  |
|  | Alisa Klejbanova     | Alisa Klejbanova     | Alisa Klejbanova     | 6           | 6           |  |  |               |                      | 7                | Vasilisa Bardina | Vasilisa Bardina | 5 | 3 |              |                      |                      |              |              |  |
|  | Kristina Grigorian   | Kristina Grigorian   | Kristina Grigorian   | 3           | 1           |  |  |               | Alisa Klejbanova     | Alisa Klejbanova | 4                | 5                |   |   |              |                      |                      |              |              |  |
|  | 7                    | Vasilisa Bardina     | Vasilisa Bardina     | 6           | 6           |  |  | 7             | Vasilisa Bardina     | Vasilisa Bardina | 6                | 7                |   |   |              |                      |                      |              |              |  |
|  |                      | Angelina Gabueva     | Angelina Gabueva     | 2           | 2           |  |  |               |                      |                  |                  |                  |   |   |              |                      |                      |              |              |  |

### Sezione 2
|  | Primo turno       | Primo turno       | Primo turno       | Primo turno | Primo turno |  |  | Secondo turno    | Secondo turno     | Secondo turno     | Secondo turno     | Secondo turno     |   |   | Ultimo turno | Ultimo turno | Ultimo turno | Ultimo turno | Ultimo turno |  |
|  |                   |                   |                   |             |             |  |  |                  |                   |                   |                   |                   |   |   |              |              |              |              |              |  |
|  | Alla Kudrjavceva  | Alla Kudrjavceva  | Alla Kudrjavceva  | 6           | 6           |  |  |                  |                   |                   |                   |                   |   |   |              |              |              |              |              |  |
|  | Ekaterina Dranets | Ekaterina Dranets | Ekaterina Dranets | 0           | 1           |  |  | Alla Kudrjavceva | Alla Kudrjavceva  | Alla Kudrjavceva  | 1                 | 3                 |   |   |              |              |              |              |              |  |
|  | Meilen Tu         | Meilen Tu         | Meilen Tu         | 6           | 6           |  |  | Meilen Tu        | Meilen Tu         | Meilen Tu         | 6                 | 6                 |   |   |              |              |              |              |              |  |
|  | Arina Rodionova   | Arina Rodionova   | Arina Rodionova   | 2           | 0           |  |  |                  |                   |                   |                   |                   |   |   |              | Meilen Tu    | Meilen Tu    | 62           | 3            |  |
|  | Kathrin Wörle     | Kathrin Wörle     | Kathrin Wörle     | 6           | 0           |  |  |                  |                   | 6                 | Ekaterina Byčkova | Ekaterina Byčkova | 7 | 6 |              |              |              |              |              |  |
|  | Nina Bratčikova   | Nina Bratčikova   | Nina Bratčikova   | 3           | 1r          |  |  |                  | Kathrin Wörle     | Kathrin Wörle     | 1                 | 2                 |   |   |              |              |              |              |              |  |
|  | 6                 | Ekaterina Byčkova | Ekaterina Byčkova | 6           | 6           |  |  | 6                | Ekaterina Byčkova | Ekaterina Byčkova | 6                 | 6                 |   |   |              |              |              |              |              |  |
|  |                   | Stéphanie Dubois  | Stéphanie Dubois  | 1           | 4           |  |  |                  |                   |                   |                   |                   |   |   |              |              |              |              |              |  |

### Sezione 3
|  | Primo turno          | Primo turno          | Primo turno          | Primo turno | Primo turno |  |  | Secondo turno | Secondo turno        | Secondo turno        | Secondo turno   | Secondo turno |   |   | Ultimo turno         | Ultimo turno         | Ultimo turno | Ultimo turno | Ultimo turno |  |
|  |                      |                      |                      |             |             |  |  |               |                      |                      |                 |               |   |   |                      |                      |              |              |              |  |
|  | 3                    | Juliana Fedak        | Juliana Fedak        | 6           | 6           |  |  |               |                      |                      |                 |               |   |   |                      |                      |              |              |              |  |
|  |                      | Vasilisa Davydova    | Vasilisa Davydova    | 1           | 4           |  |  | 3             | Juliana Fedak        | Juliana Fedak        | 3               | 0             |   |   |                      |                      |              |              |              |  |
|  | Emmanuelle Gagliardi | Emmanuelle Gagliardi | Emmanuelle Gagliardi | 6           | 6           |  |  |               | Emmanuelle Gagliardi | Emmanuelle Gagliardi | 6               | 6             |   |   |                      |                      |              |              |              |  |
|  | Varvara Galanina     | Varvara Galanina     | Varvara Galanina     | 0           | 0           |  |  |               |                      |                      |                 |               |   |   | Emmanuelle Gagliardi | Emmanuelle Gagliardi | 4            | 6            | 6            |  |
|  | Alberta Brianti      | Alberta Brianti      | 5                    | 6           | 6           |  |  |               |                      | Alberta Brianti      | Alberta Brianti | 6             | 2 | 3 |                      |                      |              |              |              |  |
|  | Yulia Solonitskaya   | Yulia Solonitskaya   | 7                    | 1           | 2           |  |  |               | Alberta Brianti      | Alberta Brianti      | 6               | 6             |   |   |                      |                      |              |              |              |  |
|  | 5                    | Martina Suchá        | Martina Suchá        | 6           | 6           |  |  | 5             | Martina Suchá        | Martina Suchá        | 4               | 4             |   |   |                      |                      |              |              |              |  |
|  |                      | Janette Husárová     | Janette Husárová     | 3           | 2           |  |  |               |                      |                      |                 |               |   |   |                      |                      |              |              |              |  |

### Sezione 4
|  | Primo turno         | Primo turno         | Primo turno         | Primo turno | Primo turno |  |  | Secondo turno | Secondo turno       | Secondo turno     | Secondo turno     | Secondo turno     |   |    | Ultimo turno | Ultimo turno   | Ultimo turno   | Ultimo turno | Ultimo turno |  |
|  |                     |                     |                     |             |             |  |  |               |                     |                   |                   |                   |   |    |              |                |                |              |              |  |
|  | 4                   | Iveta Benešová      | Iveta Benešová      | 6           | 6           |  |  |               |                     |                   |                   |                   |   |    |              |                |                |              |              |  |
|  |                     | Eugenia Grebenyuk   | Eugenia Grebenyuk   | 4           | 2           |  |  | 4             | Iveta Benešová      | Iveta Benešová    | 7                 | 6                 |   |    |              |                |                |              |              |  |
|  | Anna Lapuščenkova   | Anna Lapuščenkova   | 1                   | 6           | 6           |  |  |               | Anna Lapuščenkova   | Anna Lapuščenkova | 65                | 2                 |   |    |              |                |                |              |              |  |
|  | Oksana Ljubcova     | Oksana Ljubcova     | 6                   | 4           | 0           |  |  |               |                     |                   |                   |                   |   |    | 4            | Iveta Benešová | Iveta Benešová | 6            | 7            |  |
|  | Kateryna Bondarenko | Kateryna Bondarenko | Kateryna Bondarenko | 6           | 6           |  |  |               |                     | 8                 | Galina Voskoboeva | Galina Voskoboeva | 0 | 65 |              |                |                |              |              |  |
|  | Elena Čalova        | Elena Čalova        | Elena Čalova        | 0           | 1           |  |  |               | Kateryna Bondarenko | 7                 | 1                 | 2                 |   |    |              |                |                |              |              |  |
|  | 8                   | Galina Voskoboeva   | Galina Voskoboeva   | 6           | 6           |  |  | 8             | Galina Voskoboeva   | 68                | 6                 | 6                 |   |    |              |                |                |              |              |  |
|  |                     | Tat'jana Puček      | Tat'jana Puček      | 1           | 4           |  |  |               |                     |                   |                   |                   |   |    |              |                |                |              |              |  |